# معدن‌لر (اوجیلر)
معدن‌لر (به ترکی استانبولی: Madenler) یک منطقهٔ مسکونی در ترکیه است که در اوجیلر واقع شده‌است.